# Death Row Records
Death Row Records (fosta Future Shock și Tha Row Records) a fost o casă de discuri americană fondată în 1992 de Suge Knight, The D.O.C. și Dr. Dre. Eticheta a devenit o senzație prin lansarea albumelor de hip-hop multi-platină de artiști din West Coast, precum Dr. Dre (The Chronic), Snoop Dogg (Doggystyle), Tha Dogg Pound (Dogg Food) și Tupac Shakur (All Eyez on me) în anii ’90. La apogeul său, Death Row Records făcea peste 100.000.000 USD pe an.

## Istorie
La sfârșitul anilor 1980, producătorul N.W.A, Dr. Dre, a semnat cu Eazy-E's Ruthless Records. În calitate de șef de producție la etichetă, Dr. Dre a produs un număr mare de proiecte Ruthless Records, multe dintre ele de succes; simțind presiunile de a fi nevoit să producă atât de multe acte și simțind că era insuficient plătit, Dr. Dre a fost frustrat de Ruthless. După plecarea lui Ice Cube în 1989 din cauza dezacordurilor financiare cu Jerry Heller, Suge Knight și The D.O.C. a trecut peste cărți cu un avocat. Convins că Jerry Heller era necinstit, s-au apropiat de Dr. Dre despre formarea unei etichete cu ei, departe de Jerry Heller. Se presupune că folosea tactici puternice, Suge Knight a reușit să achiziționeze contracte de la Eazy-E pentru The D.O.C., Dr. Dre și Michel'le.
Dr. Dre și Suge Knight împreună cu partenerii The D.O.C. iar Dick Griffey a început procesul de lansare a unei case de discuri și a unui parteneriat muzical în așteptarea plecării lui Dr. Dre de la Ruthless Records. Deși numele noii lor companii muzicale s-a numit inițial Future Shock, The D.O.C. a susținut că a sugerat schimbarea numelui noii etichete în „Def Row” (o piesă pe Def Jam), dar drepturile asupra numelui erau deja deținute de The Unknown DJ, care, de asemenea, se întâmpla să fie unul a fostilor asociați ai muzicii lui Dr. Dre în anii 1980. Necunoscut a declarat într-un interviu că a creat numele „Def Row” pentru un potențial acord pentru a începe o altă casă de discuri sub Morgan Creek. Cu toate acestea, el a vândut mai târziu drepturile de numire Dr. Dre și partenerilor săi în iulie 1991 și până în 1992 numele s-a schimbat în eventualul său titlu de Death Row Records. Suge Knight l-a abordat pe Michael „Harry-O” Harris, un om de afaceri încarcerat pentru droguri și tentativă de crimă. Prin David Kenner, un avocat care se ocupa de apelul lui Michael Harry-O Harris, Harry-O a înființat Nașul, o companie mamă pentru nou-numitul Death Row Records.